# Renê Rodrigues Martins
Renê Rodrigues Martins, mais conhecido como Renê (Picos, 14 de setembro de 1992), é um futebolista brasileiro que atua como lateral-esquerdo. Atualmente joga pelo Fluminense.
Em 2018, atuando pelo Flamengo, recebeu o Troféu Bola de Prata da ESPN, e o Prêmio Craque do Brasileirão, do GloboEsporte.com, como melhor lateral-esquerdo do Campeonato Brasileiro de Futebol de 2018.

## Carreira

### Picos
Renê iniciou sua carreira na Sociedade Esportiva de Picos, clube de sua cidade natal, disputando uma edição do Campeonato Piauiense, onde foi destaque e despertou o interesse do Sport.

### Sport
Foi contratado para as categorias de base do Sport devido a sua jovem idade, fez seu primeiro jogo pelo Leão em 15 de janeiro de 2012, no jogo Araripina 1x1 Sport.
Em 2013 Renê não teve regularidade, conseguintemente acabou atuando pouco.
Em 2014 foi o ano perfeito para ele, titular do inicio ao fim da temporada, campeão da Copa do Nordeste e do Campeonato Pernambucano, atuou em todos os 38 jogos do Brasileirão serie A, ainda participou da seleção do Pernambucano e do Nordestão. No Brasileirão serie A liderou a competição em desarmes certos (139) e passes certos (1622), mas também em passes errados (250).
Depois de uma longa negociação, em 10 de setembro de 2014, Renê renovou seu contrato com o Sport ate o fim de 2017.

### Flamengo
Em 6 de fevereiro de 2017, Renê foi anunciado como novo reforço do Flamengo para aquela temporada. Pela negociação, o Rubro-Negro Carioca pagou ao Rubro-Negro Pernambucano R$ 3,2 milhões por 50% dos direitos econômicos do lateral-esquerdo, que assinou contrato válido por 4 anos.
Renê marcou seu primeiro gol pelo Flamengo, na vitória por 3x0 sobre o Bangu, pelo Carioca 2017, num chutaço de fora da área. Este gol foi um dos indicados para a enquete "Pintura da Rodada, do programa "É Gol!!!", da SporTV.
Viveu grande fase em 2018, sendo eleito pela ESPN Brasil como o melhor lateral-esquerdo do Brasileirão (Troféu Bola de Prata). Também foi escolhido para a Seleção do Campeonato pelos sites GloboEsporte.com (Prêmio Craque do Brasileirão), e pelo Footstats No Cartola FC, além de ter sido o melhor lateral-esquerdo, foi o jogador (de qualquer posição) que mais pontuou no campeonato todo.

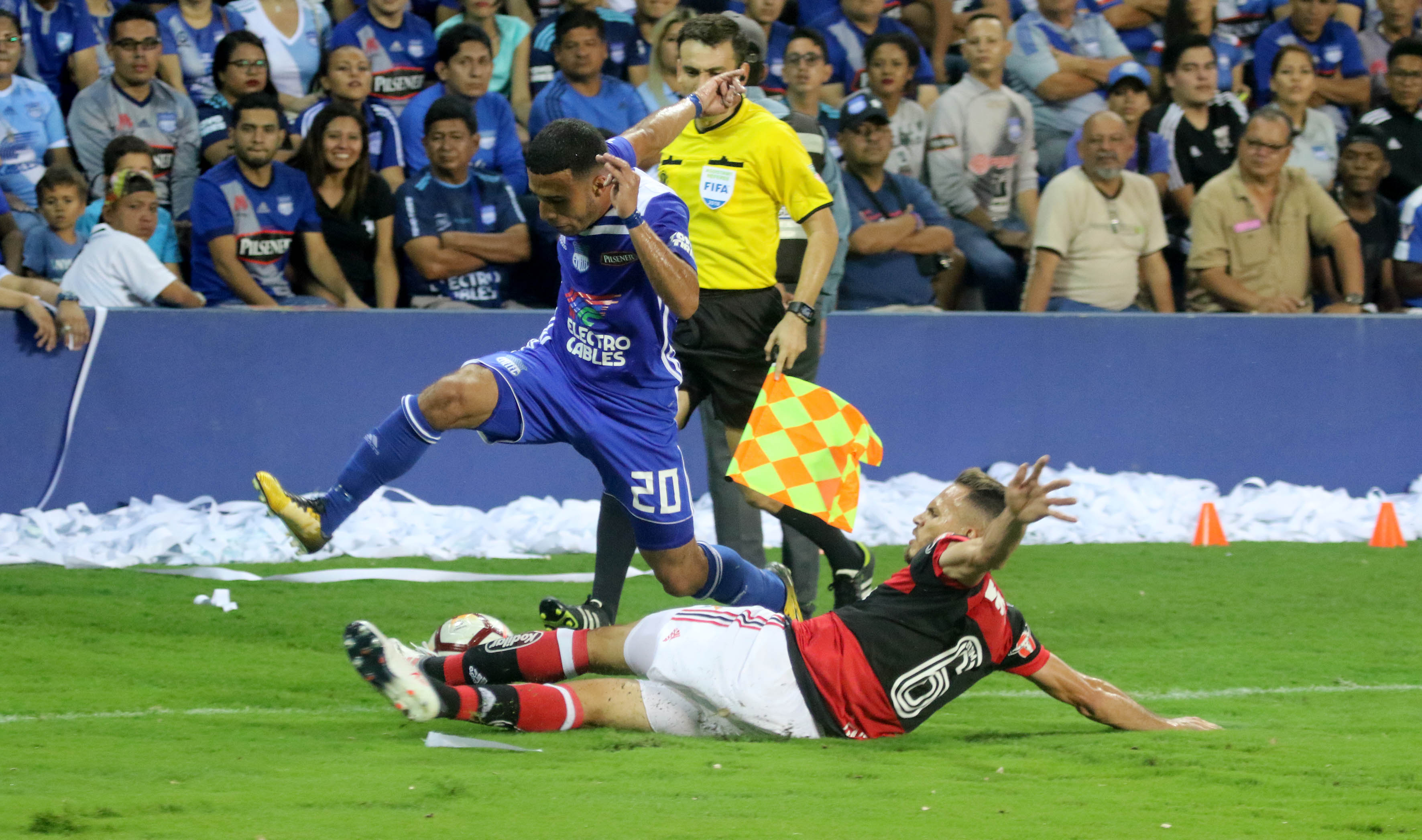
Renê roubando uma bola de um jogador do Emelec em 2018.

Fez seu primeiro gol na temporada de 2019, em uma partida válida pela Taça Rio de 2019, colocando o clube Rubro-Negro na final da Taça Rio, O Jogo terminou em 2 x 1 contra o Fluminense.
Em julho de 2019, na partida de volta das oitavas de final da Copa Libertadores, contra o Emelec, do Equador, Renê converteu a sua cobrança de pênalti, ajudando o Flamengo a vencer por 4x2 a disputa de pênaltis e a continuar na competição. Terminou a temporada de 2019 como o jogador do clube que mais realizou desarmes certos, mesmo tendo passado grande parte do 2º semestre na reserva.
Na sexta rodada do Brasileirão 2020, jogou improvisado na lateral-direita, e foi eleito o melhor lateral-direito da rodada.
Fez o único gol do Flamengo na derrota de 3–1 para o Fluminense na 28ª rodada do Campeonato Brasileiro em 23 de outubro de 2021. Em 23 de novembro, completou 200 jogos com a camisa do Flamengo no empate de 2–2 com o Grêmio no jogo atrasado da 2ª rodada do Campeonato Brasileiro. Em 6 de dezembro de 2021, na derrota de 1–0 para o Santos na penúltima rodada do Campeonato Brasileiro, chegou foi homenageado homenageado com um placa de comemoração aos 200 jogos com a camisa do Flamengo, atingida na rodada passada.
Renê terminou 2021,com 32 jogos (20V/6E/6D), um gol e duas assistências.
Em 13 de fevereiro de 2022, deu uma assistência para Diego Ribas fazer o último gol da vitória de 5–0 sobre o Nova Iguaçu na 6ª rodada do Campeonato Carioca. Ao todo, fez 207 partidas pelo rubro-negro e fez seis gols, além de 10 títulos conquistados em cinco anos de clube.

### Internacional
Em 10 de abril, após perder espaço no Flamengo e ter atuado em apenas três partidas, foi anunciado sua ida para o Internacional. Fez sua estreia pelo clube gaúcho em 17 de abril de 2022, na vitória por 2–1 sobre o Fortaleza na segunda rodada do Campeonato Brasileiro.
Em 2024, Renê fez 36 (31 titular) jogos com 2756 minutos em campo, anotou  1 gol e de deu 2 assistências. Ele começoua a temporada bem e como titular, porém oscilou e com a chegada de Roger Machado, perdeu espaço para Bernabei e terminou a temporada como opção.

### Fluminense
Em 2025, acertou com o Fluminense por 2 anos.
Marcou seu primeiro gol pela equipe em 16 de abril de 2025, num belo chute de fora da área em partida contra o Corinthians.

## Estatísticas
Atualizadas até 16 de agosto de 2025.

### Clubes
| Clube             | Temporada         | Campeonato nacional | Campeonato nacional | Campeonato nacional | Copa nacional[a] | Copa nacional[a] | Copa nacional[a] | Competições continentais[b] | Competições continentais[b] | Competições continentais[b] | Outros torneios[c] | Outros torneios[c] | Outros torneios[c] | Total | Total | Total   |
| Clube             | Temporada         | Jogos               | Gols                | Assist.             | Jogos            | Gols             | Assist.          | Jogos                       | Gols                        | Assist.                     | Jogos              | Gols               | Assist.            | Jogos | Gols  | Assist. |
| ----------------- | ----------------- | ------------------- | ------------------- | ------------------- | ---------------- | ---------------- | ---------------- | --------------------------- | --------------------------- | --------------------------- | ------------------ | ------------------ | ------------------ | ----- | ----- | ------- |
| Sport             | 2012              | 13                  | 0                   | 0                   | 1                | 0                | 0                | —                           | —                           | —                           | 15                 | 1                  | 0                  | 29    | 1     | 0       |
| Sport             | 2013              | 1                   | 0                   | 0                   | —                | —                | —                | —                           | —                           | —                           | 6                  | 0                  | 0                  | 7     | 0     | 0       |
| Sport             | 2014              | 38                  | 0                   | 4                   | 1                | 0                | 0                | 2                           | 0                           | 1                           | 19                 | 0                  | 5                  | 60    | 0     | 10      |
| Sport             | 2015              | 35                  | 1                   | 4                   | 6                | 1                | 0                | 4                           | 0                           | 0                           | 20                 | 2                  | 1                  | 65    | 4     | 5       |
| Sport             | 2016              | 23                  | 0                   | 2                   | —                | —                | —                | 0                           | 0                           | 0                           | 23                 | 2                  | 1                  | 46    | 2     | 3       |
| Sport             | 2017              | —                   | —                   | —                   | —                | —                | —                | —                           | —                           | —                           | 3                  | 0                  | 0                  | 3     | 0     | 0       |
| Sport             | Total             | 110                 | 1                   | 10                  | 8                | 1                | 0                | 6                           | 0                           | 1                           | 86                 | 5                  | 7                  | 210   | 7     | 18      |
| Flamengo          | 2017              | 17                  | 0                   | 0                   | 3                | 0                | 0                | 5                           | 0                           | 0                           | 9                  | 1                  | 0                  | 34    | 1     | 0       |
| Flamengo          | 2018              | 34                  | 2                   | 3                   | 5                | 0                | 1                | 8                           | 0                           | 0                           | 11                 | 0                  | 0                  | 58    | 2     | 4       |
| Flamengo          | 2019              | 23                  | 0                   | 2                   | 4                | 0                | 1                | 10                          | 0                           | 0                           | 13                 | 1                  | 2                  | 50    | 1     | 5       |
| Flamengo          | 2020              | 12                  | 1                   | 1                   | 4                | 0                | 0                | 4                           | 0                           | 0                           | 7                  | 0                  | 2                  | 27    | 1     | 3       |
| Flamengo          | 2021              | 16                  | 1                   | 1                   | 4                | 0                | 1                | 3                           | 0                           | 0                           | 6                  | 0                  | 0                  | 29    | 1     | 2       |
| Flamengo          | 2022              | 0                   | 0                   | 0                   | 0                | 0                | 0                | 0                           | 0                           | 0                           | 3                  | 0                  | 1                  | 3     | 0     | 1       |
| Flamengo          | Total             | 102                 | 4                   | 7                   | 20               | 0                | 3                | 30                          | 0                           | 0                           | 49                 | 2                  | 5                  | 207   | 6     | 15      |
| Internacional     | 2022              | 28                  | 0                   | 1                   | 0                | 0                | 0                | 7                           | 0                           | 1                           | —                  | —                  | —                  | 35    | 0     | 2       |
| Internacional     | 2023              | 28                  | 1                   | 1                   | 3                | 0                | 0                | 10                          | 0                           | 1                           | 11                 | 0                  | 0                  | 52    | 1     | 2       |
| Internacional     | 2024              | 15                  | 0                   | 0                   | 2                | 0                | 1                | 7                           | 0                           | 1                           | 12                 | 1                  | 0                  | 36    | 1     | 2       |
| Internacional     | Total             | 71                  | 1                   | 2                   | 5                | 0                | 1                | 24                          | 0                           | 3                           | 23                 | 1                  | 0                  | 123   | 2     | 6       |
| Fluminense        | 2025              | 12                  | 1                   | 0                   | 2                | 0                | 0                | 3                           | 0                           | 0                           | 8                  | 0                  | 0                  | 25    | 1     | 0       |
| Fluminense        | Total             | 12                  | 1                   | 0                   | 2                | 0                | 0                | 3                           | 0                           | 0                           | 8                  | 0                  | 0                  | 25    | 1     | 0       |
| Total na carreira | Total na carreira | 295                 | 7                   | 19                  | 35               | 1                | 4                | 63                          | 0                           | 4                           | 166                | 8                  | 12                 | 565   | 16    | 39      |

- a. ^ Jogos da Copa do Brasil
- b. ^ Jogos da Copa Sul-Americana e Copa Libertadores
- c. ^ Jogos do Campeonato Pernambucano, Amistoso, Copa do Nordeste, Taça Ariano Suassuna, Primeira Liga do Brasil, Campeonato Carioca e Supercopa do Brasil

### Gols oficiais pelo Sport
| Nº | Data       | Competição              | Local                                       | Placar (Final) | Adversário     | Gols | Estilo                                            | Ref.   |
| -- | ---------- | ----------------------- | ------------------------------------------- | -------------- | -------------- | ---- | ------------------------------------------------- | ------ |
| 1  | 05/02/2012 | Campeonato Pernambucano | Estádio Nildo Pereira, Serra Talhada-PE     | 2x1            | Serra Talhada  | 1    | Chute de dentro da área (perna esquerda)          | [ 31 ] |
| 2  | 18/03/2015 | Copa do Nordeste        | Estádio da Ilha do Retiro, Recife-PE        | 3x1            | Sampaio Corrêa | 1    | Chute colocado de dentro da área (perna direita)  | [ 32 ] |
| 3  | 12/04/2015 | Copa do Nordeste        | Arena Fonte Nova, Salvador-BA               | 2x3            | Bahia          | 1    | Falta                                             | [ 32 ] |
| 4  | 20/05/2015 | Copa do Brasil          | Estádio da Ilha do Retiro, Recife-PE        | 2x1            | Santos         | 1    | Chute colocado de dentro da área (perna direita)  | [ 32 ] |
| 5  | 22/08/2015 | Campeonato Brasileiro   | Estádio Orlando Scarpelli, Florianópolis-SC | 1x2            | Figueirense    | 1    | Chute colocado de fora da área (perna direita)    | [ 32 ] |
| 6  | 23/03/2016 | Copa do Nordeste        | Estádio da Ilha do Retiro, Recife-PE        | 3x1            | Botafogo-PB    | 1    | Chute colocado de dentro da área (perna esquerda) | [ 32 ] |
| 7  | 02/04/2016 | Copa do Nordeste        | Estádio da Ilha do Retiro, Recife-PE        | 1x0            | CRB            | 1    | Chute colocado de dentro da área (perna esquerda) | [ 32 ] |

### Gols pelo Flamengo
| Nº | Data       | Competição                    | Local                                          | Placar (Gol) | Placar (Final) | Adversário            | Gols | Estilo                                                    | Ref.   |
| -- | ---------- | ----------------------------- | ---------------------------------------------- | ------------ | -------------- | --------------------- | ---- | --------------------------------------------------------- | ------ |
| 1  | 22/03/2017 | Campeonato Carioca - Taça Rio | Estádio Raulino de Oliveira - Volta Redonda-RJ | 1x0          | 3x0            | Bangu                 | 1    | Chutaço de fora da área (perna esquerda)                  | [ 33 ] |
| 2  | 08/09/2018 | Campeonato Brasileiro         | Estádio do Maracanã - Rio de Janeiro-RJ        | 1x0          | 2x0            | Chapecoense           | 1    | Chute colocado de fora da área (perna direita)            | [ 34 ] |
| 3  | 05/10/2018 | Campeonato Brasileiro         | Arena Corinthians - São Paulo-SP               | 3x0          | 3x0            | Corinthians           | 1    | Chute de dentro da área após rebote (perna esquerda)      | [ 35 ] |
| 4  | 28/03/2019 | Campeonato Carioca - Taça Rio | Maracanã - Rio de Janeiro-RJ                   | 1x0          | 2x1            | Fluminense            | 1    | Chutaço de fora da área (perna esquerda)                  | [ 36 ] |
| 5  | 21/11/2020 | Campeonato Brasileiro         | Maracanã - Rio de Janeiro-RJ                   | 3x0          | 3x1            | Coritiba              | 1    | Chute com o peito do pé de dentro da área (perna direita) |        |
| 6  | 23/10/2021 | Campeonato Brasileiro         | Maracanã - Rio de Janeiro-RJ                   | 1x2          | 1x3            | {{Futebol Fluminense} | 1    | Chute de canhota numa dividida                            |        |

## Títulos
Sport
- Copa do Nordeste: 2014
- Campeonato Pernambucano: 2014
- Taça Ariano Suassuna: 2015, 2016, 2017

Flamengo
- Copa Libertadores da América: 2019
- Campeonato Brasileiro: 2019, 2020
- Recopa Sul-Americana: 2020
- Supercopa do Brasil: 2020, 2021
- Campeonato Carioca: 2017, 2019, 2020, 2021
- Taça Guanabara: 2018, 2020, 2021
- Taça Rio: 2019
- Florida Cup: 2019

### Prêmios individuais
- Seleção da Copa do Nordeste: 2014
- Seleção do Campeonato Pernambucano de Futebol: 2014, 2016
- [37]
- Troféu Bola de Prata - Melhor lateral-esquerdo do Campeonato Brasileiro de 2018[2]
- Prêmio Craque do Brasileirão - Melhor lateral-esquerdo do Campeonato Brasileiro de 2018[3]
- Seleção do Campeonato Brasileiro de 2018 - Melhor lateral-esquerdo pelo site Footstats[12]
- Seleção do Campeonato Brasileiro de 2018 - Melhor lateral-esquerdo pelo Cartola FC[13]
- Seleção do Campeonato Carioca de 2019 - Melhor Lateral Esquerdo pela FFERJ[38]